# Adiós planeta, por Papelucho
Adiós planeta, por Papelucho es una novela corta de la escritora chilena Marcela Paz, publicada póstumamente. Es la decimotercera entrega de la serie literaria infantil creada por la autora que tiene como protagonista a Papelucho, un ingenioso niño chileno.

## Orígenes
La iniciativa de publicar póstumamente el libro nació de la hija de la autora, Paula Claro, quien debió convencer a sus hermanos ante su negativa inicial.
Originalmente, el libro iba a ser titulado "Papelucho periodista".
El libro se publicó en conjunto con Papelucho, Romelio y el castillo el 4 de noviembre de 2017, siendo ambos presentados en la Feria Internacional del Libro de Santiago (FILSA), en la Estación Mapocho, donde además se celebraron los setenta años de la serie.

## Argumento
Tras iniciar las vacaciones de verano, Papelucho gana una bicicleta nueva en un concurso, sin embargo, esto le acarrea una serie de los típicos malentendidos en los que suele verse involucrado, por lo que Urquieta, su compañero de salón, decide invitarlo a veranear a su parcela. Lamentablemente, ambos deciden viajar hasta el lugar por sus propios medios y sin compañía de adultos, por lo que los problemas no han hecho más que empezar.

## Personajes principales
- Papelucho
- Urquieta